# Marija Nosula
Marija Nosula ukr. Марія Носуля (ur. 9 grudnia 1994 w Kijowie) – ukraińska łyżwiarka figurowa, startująca w parach tanecznych. Uczestniczka mistrzostw świata juniorów, medalistka zawodów z cyklu Junior Grand Prix.

## Osiągnięcia

### Z Jewhenem Chołoniukiem
| Mistrzostwa świata juniorów |    |     | 19 | 8 |
| JGP Finał                   |    |     |    | 5 |
| JGP w Austrii               |    |     | 5  | 3 |
| JGP w Białorusi             | 8  |     |    |   |
| JGP na Łotwie               |    |     |    | 1 |
| JGP w Niemczech             |    |     | 10 |   |
| JGP we Włoszech             | 11 |     |    |   |
| Ice Challenge               |    | 2 J |    |   |
| Tirnavia Ice Cup            |    | 2 J |    |   |